# Bågknotterskinn
Bågknotterskinn (Hyphodontia curvispora) är en svampart som beskrevs av J. Erikss. & Hjortstam 1969. Hyphodontia curvispora ingår i släktet Hyphodontia och familjen Schizoporaceae.   Inga underarter finns listade i Catalogue of Life.
I den svenska databasen Dyntaxa används istället namnet Kneiffiella curvispora för samma taxon.  Arten är reproducerande i Sverige.